# Âge atomique (design)

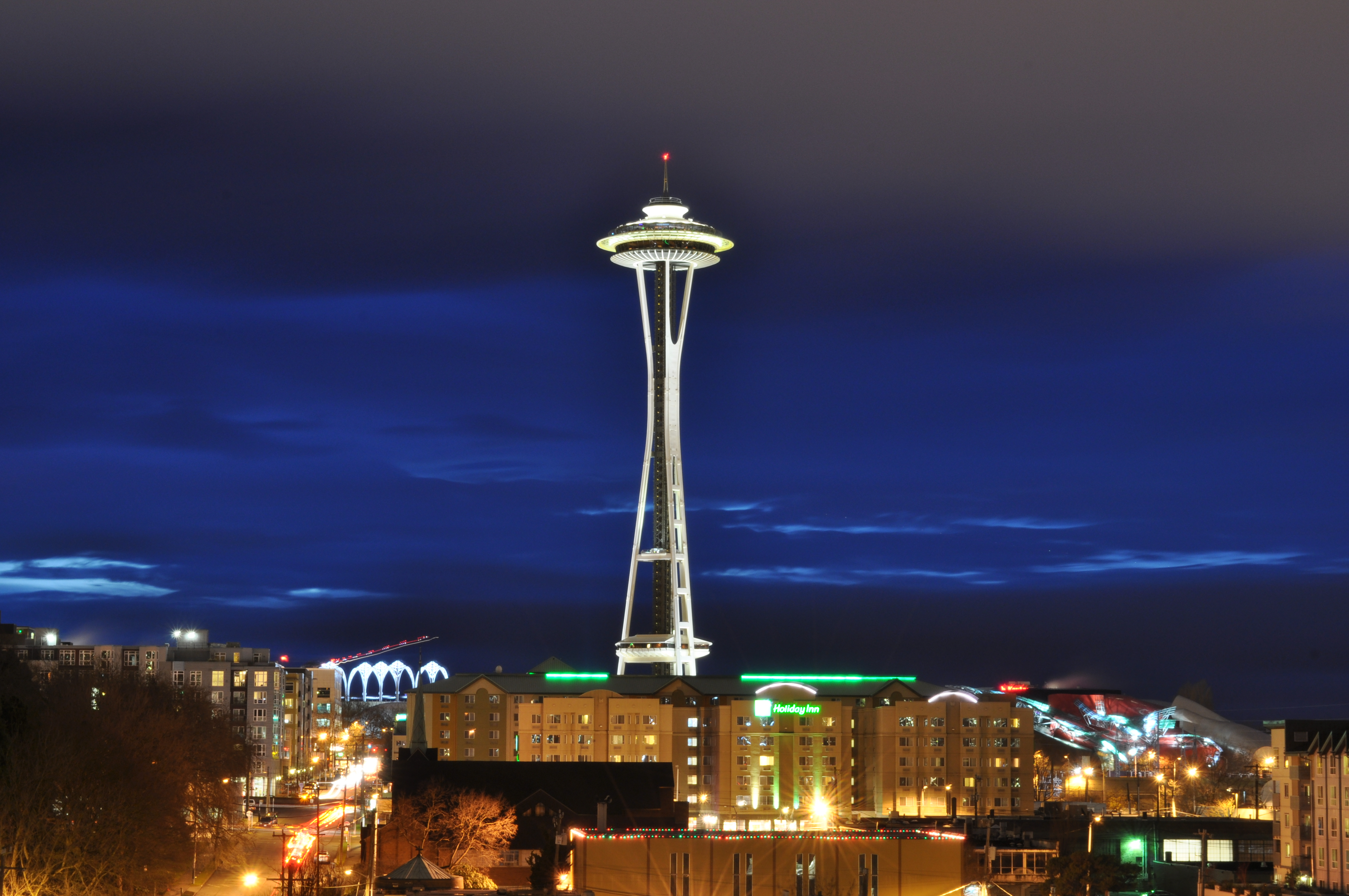
Le Space Needle à Seattle, Washington, construit en 1962. L'Atomic Age inclut des références à l'exploration spatiale, à la recherche scientifique et au futurisme.

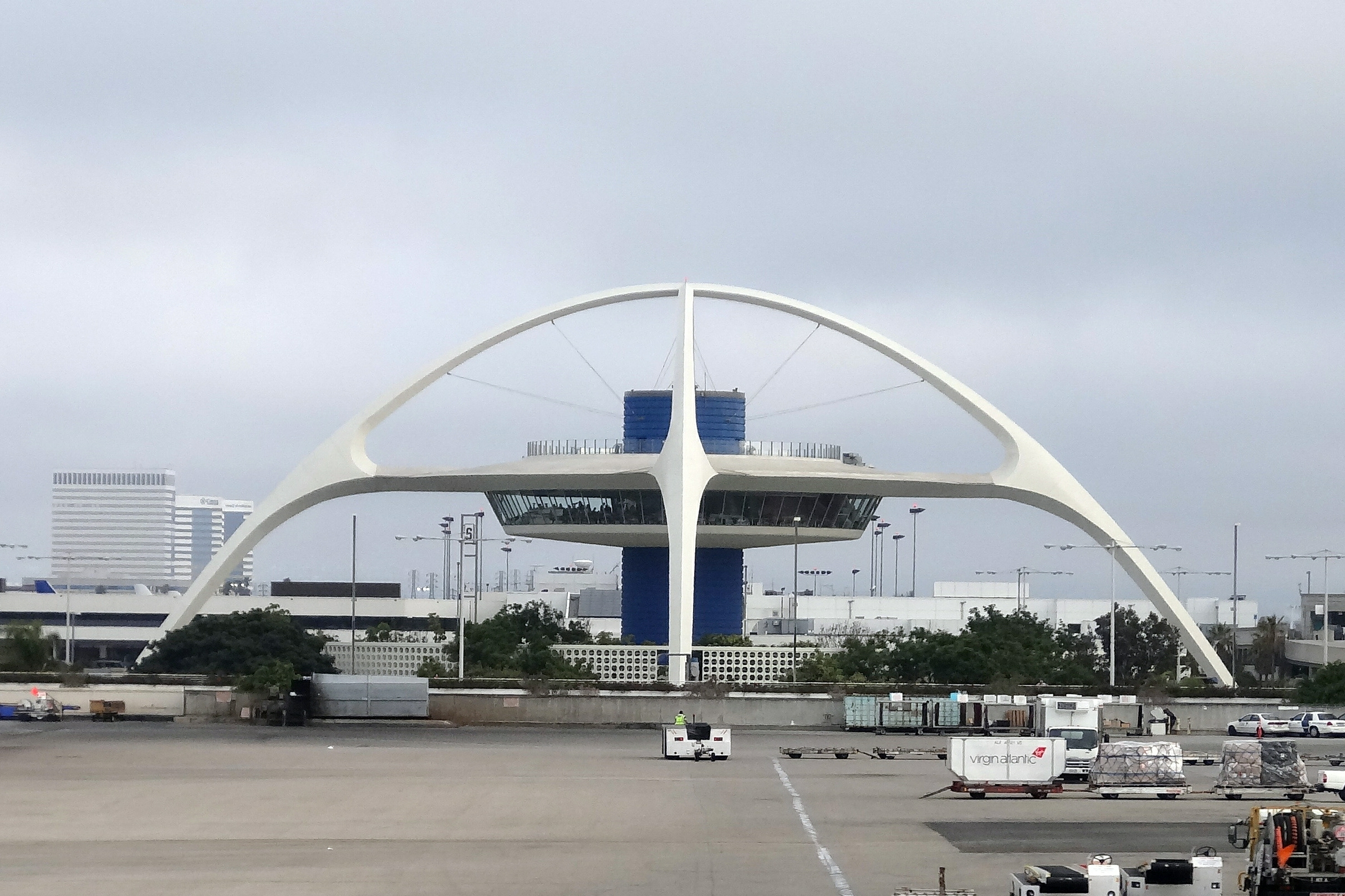
Le Theme Building de l’aéroport international de Los Angeles, exemple emblématique d'architecture Space Age.

L'Âge atomique en design (ou Atomic Age en anglais) fait référence à la période correspondant approximativement à 1940-1960, lorsque les préoccupations concernant la guerre nucléaire dominaient la société occidentale pendant la guerre froide. L'architecture, le design industriel, le design commercial (y compris la publicité), le design d'intérieur et les beaux-arts ont tous été influencés par les thèmes de la physique nucléaire, ainsi que de l'ère spatiale, qui a coïncidé avec cette période. L'Atomic Age est devenu populaire et immédiatement reconnaissable, avec l’utilisation de motifs atomiques et de symboles de l’époque spatiale. Le rétro-futurisme est un regain d'intérêt plus récent pour le design de l'âge atomique.

## Formes vitales
Les « formes vitales », ou formes organiques abstraites, ont été identifiées comme un motif essentiel dans l'exposition de 2001 intitulée « Design in Atomic Age » au Brooklyn Museum of Art, intitulée "Les formes vitales: l'art américain et le design à l'ère atomique, 1940-1960". La puissance atomique était un paradoxe à l'époque. Elle était très prometteuse de solutions technologiques aux problèmes posés par un monde de plus en plus complexe ; dans le même temps, après l’utilisation de la bombe atomique à la fin de la Seconde Guerre mondiale, un Armageddon nucléaire était redouté. Les gens étaient toujours conscients de la menace potentielle que représentait la bombe atomique. La présence de la science dans la société s'est dès lors ressentie comme plus centrale, inéluctable dans la société et ainsi visible dans la culture dominante à travers l'Atomic Age design.
Les molécules et particules atomiques elles-mêmes ont été reproduites dans la conception visuelle, dans des domaines allant de l'architecture aux motifs d'écorce de tronc d'arbre. Les motifs atomiques géométriques produits dans les textiles, les matériaux industriels, les plans de travail en mélamine, la vaisselle et le papier peint, ainsi que dans de nombreux autres objets, sont emblématiques du design de l’âge atomique. Les intérêts du public liés à l'ère spatiale ont également commencé à apparaître dans les conceptions de l'ère atomique, avec des motifs d'étoiles et de galaxies apparaissant dans les graphismes.

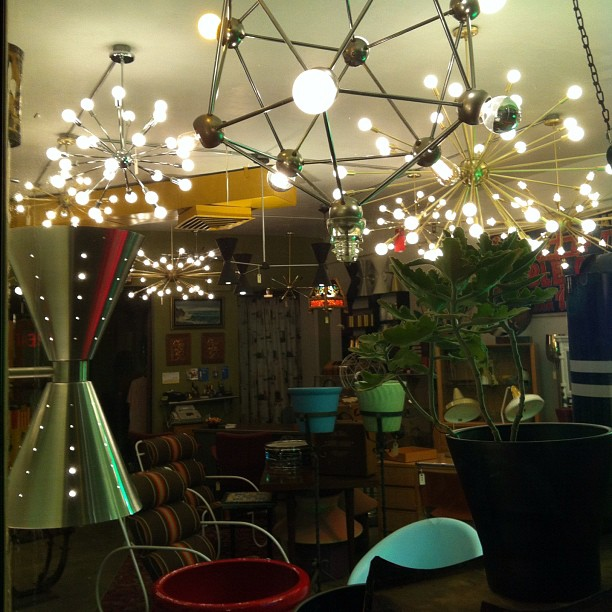
Formes atomiques pour ces plafonnier lumineux vintage
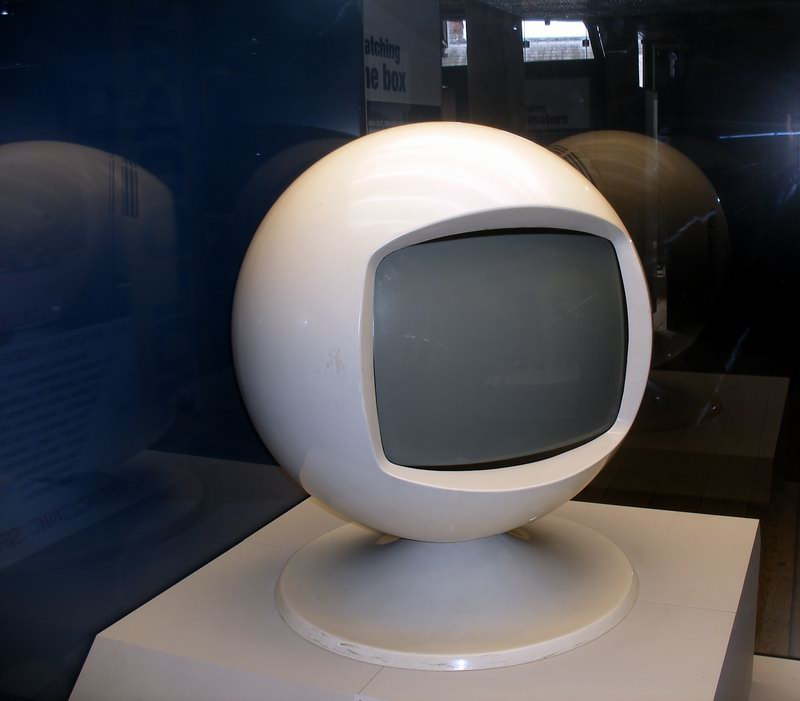
Le look futuriste du téléviseur Keraclonic.
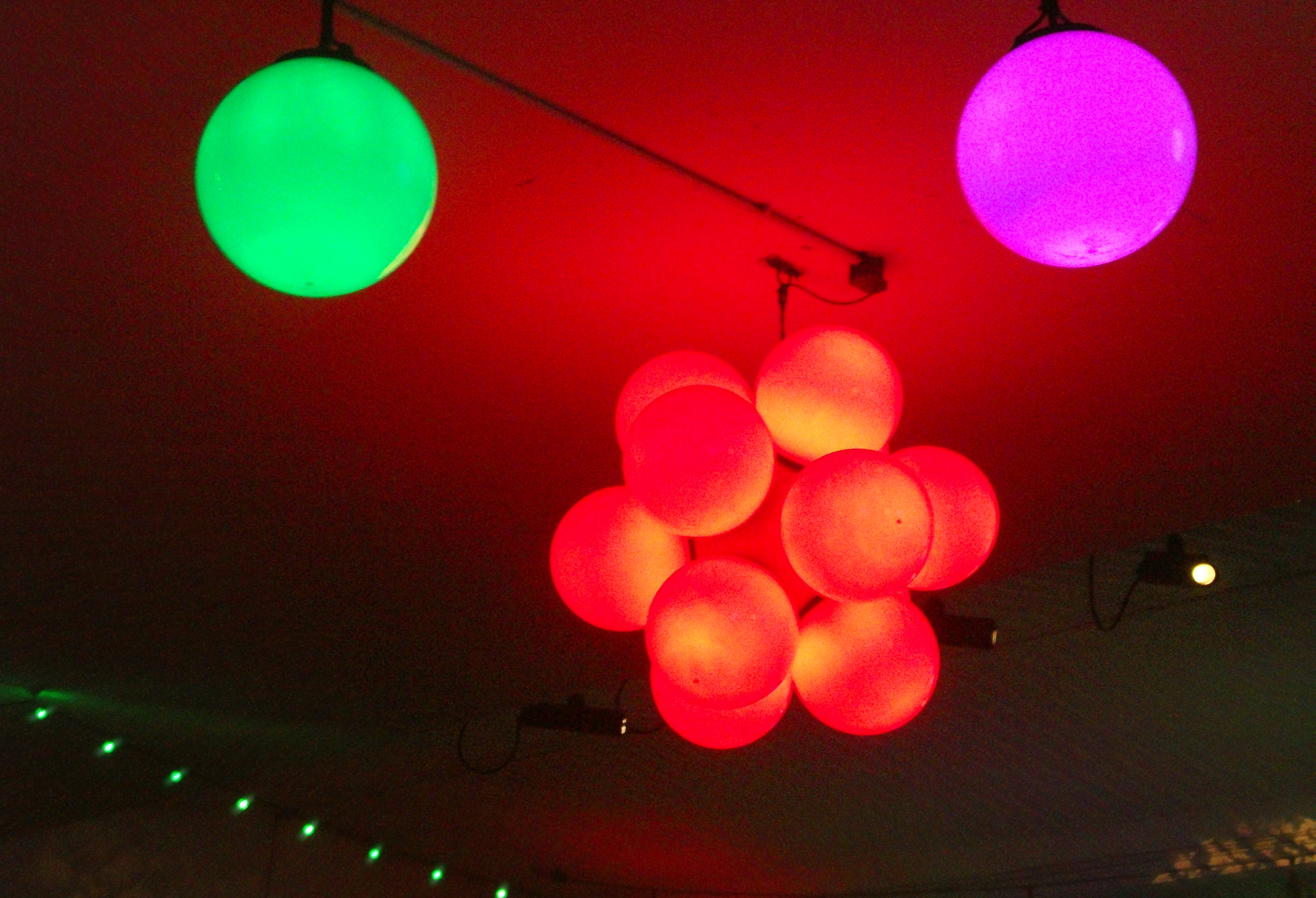
plafonnier lumineux en forme de molecule atomique.
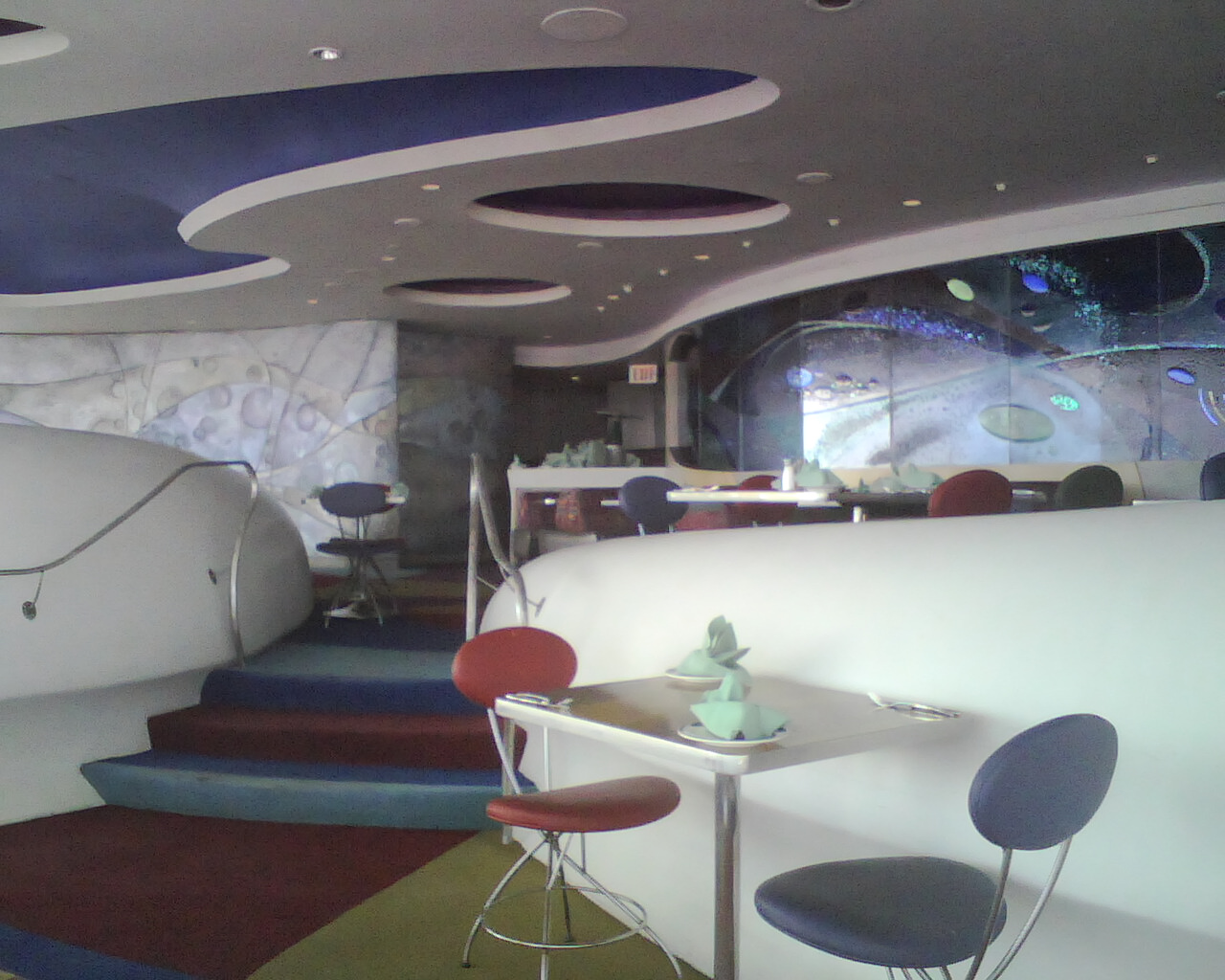
Los Angeles International Airport. Le salon "Inside Encounter" au temps du Space Age.
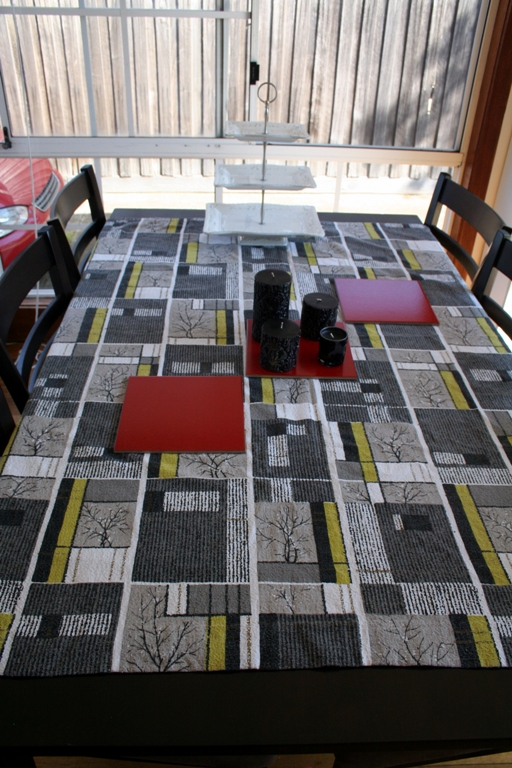
Design Geometrique et motif botanique (1950).
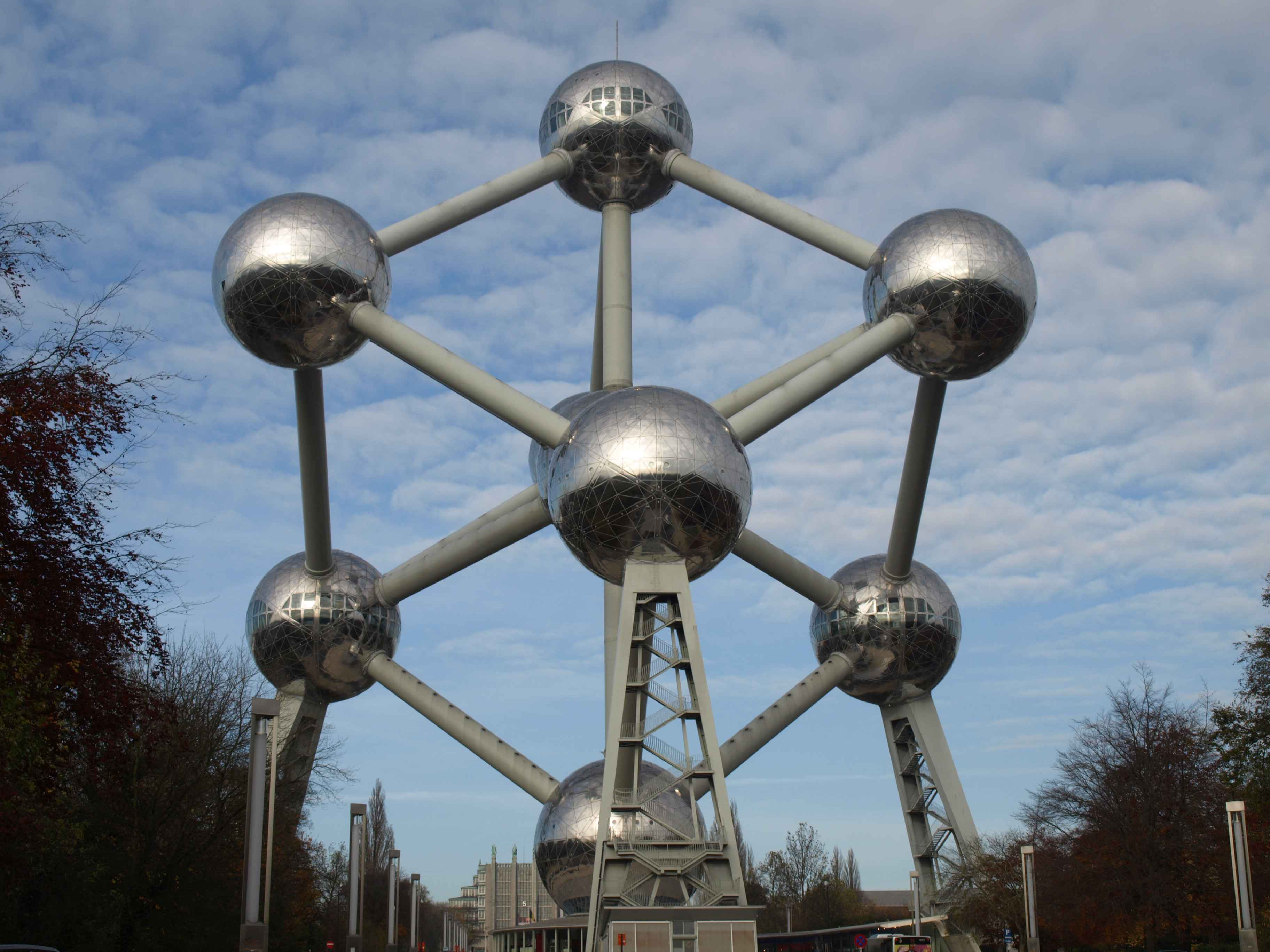
L'Atomium de Bruxelles (1958).

Les formes organiques de forme libre sont un thème récurrent dans le design de l'Atomic Age. Les créateurs britanniques du Council of Industrial Design (CoID) ont produit au début des années 1950 des tissus présentant des « formes de plantes squelettiques, dessinées sous forme graphique à l'instar d'une araignée», qui s'inspire de l'imagerie à rayons X de plus en plus répandue et familière dans la culture pop. Ces conceptions botaniques ont influencé les modèles ultérieurs de l'Atomic Age qui comprenaient la répétition de formes organiques similaires aux cellules et aux organismes vus à travers un microscope.
Il existe de nombreuses similitudes entre certaines conceptions du design de l'Atomic Age et la tendance moderne du milieu du XXe siècle. Les éléments du design de l'Atomic Age étaient dominants dans le mouvement d'architecture Googie utilisé pour les bâtiments commerciaux aux États-Unis. Certains dessins industriels sont profondément rationalisés (i.e. épurés pour répondre aux seuls contraintes fonctionnelles de l'objet) pour faire écho à l’influence du futurisme, quoique cette tendance du rationalisme industriel ait débuté bien avant avec le design Art Déco.

## Space Age design
Alors que les motifs et les structures de l’Âge atomique s’appuyaient davantage sur des domaines tels que l’architecture et le design industriel, le design de Space Age se retrouvait dans une gamme plus large de produits de consommation, notamment la mode vestimentaire et même les styles d’animation, comme dans la populaire émission télévisée The Jetsons. À l'aube de l'ère spatiale (communément attribuée au lancement de Sputnik en octobre 1957), les tendances du design de l'époque ont capté l'optimisme et la confiance voués à la technologie. Cet optimisme fut partagé par une grande partie de la société durant les années 1950 et 1960. Le design de Space Age avait également un caractère plus vernaculaire, apparaissant sous des formes simples et aisément accessibles contribuant ainsi à les rendre familières aux consommateurs traditionnels. Le design Space Age est devenu plus étroitement associée à l’architecture kitsch et à l’architecture Googie pour les bâtiments commerciaux populaires tels que les restaurants, les allées de bowling et les magasins. « La conception de Space Age est étroitement liée au mouvement pop […], la fusion de la culture populaire, de l'art, du design et de la mode. »

### Mode
La mode futuriste est une tendance mineure et éphémère des années 1960. Elle s’inscrit de façon transversale dans le mouvement plus large de l'Atomic Age Design et dans la révolution des nouvelles matières apparaissant dans la confection. Alors que Youri Gagarine et Valentina Terechkova réalisent les premiers vols spatiaux dès 1961, cette tendance s'inspire presque caricaturalement de cette conquête spatiale. André Courrèges et Pierre Cardin restent les deux symboles de cette époque, leurs créations ayant marqué l'histoire de la mode.
Pierre Cardin et Paco Rabanne sont deux des créateurs de mode les plus connus à utiliser les thèmes de l'ère spatiale dans leurs créations. Pierre Cardin a établi la tendance futuriste consistant à utiliser des matériaux synthétiques et industriels à la mode (matières plastiques), avec des innovations « avant-gardistes » dans son travail du début des années 1960. Pierre Cardin a popularisé l'utilisation de matériaux de tous les jours pour les articles de mode, comme les bagues en vinyle et en métal pour les robes, les clous de menuiserie pour les broches et les effets décoratifs courants tels que des découpes géométriques, des applications, de grandes poches, des casques et des boutons surdimensionnés. Au milieu des années 1960, Cardin lance sa ligne « Space Age » et André Courrèges présente sa collection « Moon Girl », présentant le style blanc go-go boots et d'autres icônes de cette décennie. Le designer japonais Issey Miyake de Hiroshima a travaillé à Paris et à New York de 1964 à 1970 et a utilisé de nombreuses formes de l’ère atomique et des matériaux de technologie. En 1970, il s'installe à Tokyo pour continuer ces innovations. Issey Miyake cite sa première rencontre avec ce design à la vue de deux ponts de sa ville natale, Hiroshima, situé à l'hypocentre du bombardement atomique de la ville pendant la Seconde Guerre mondiale.

## Architecture vernaculaire

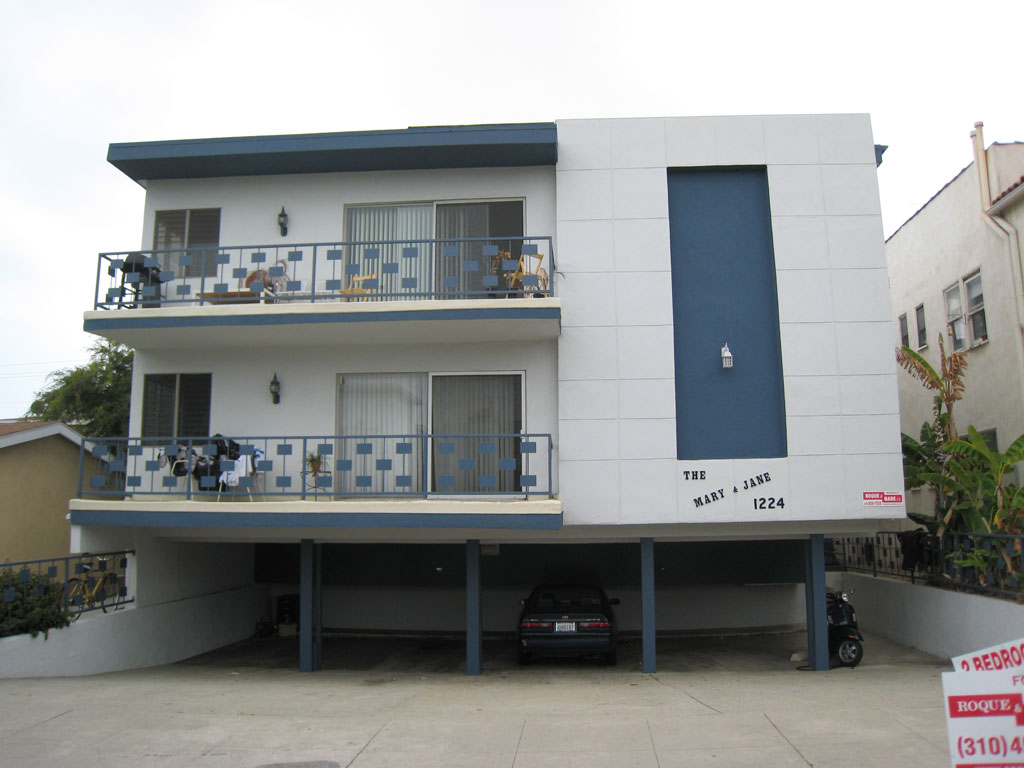
un exemple de Dingbat a Santa Monica, Californie.

Les appartements dingbat, omniprésents à Los Angeles, en Californie, ont été construits entre 1945 et les années 1960, alliant un style puriste à l’influence de Googie. L'architecte, Francis Ventre, a inventé le terme « dingbat » pour désigner ces structures simples construites rapidement en stuc et en bâti. Ces structures avaient souvent un seul ornement extérieur en forme d'étoile, de boomerang ou de motif de rectangles.

### Source
- (en) Cet article est partiellement ou en totalité issu de l’article de Wikipédia en anglais intitulé « Atomic Age (design) » (voir la liste des auteurs).